# Paulie Rojas

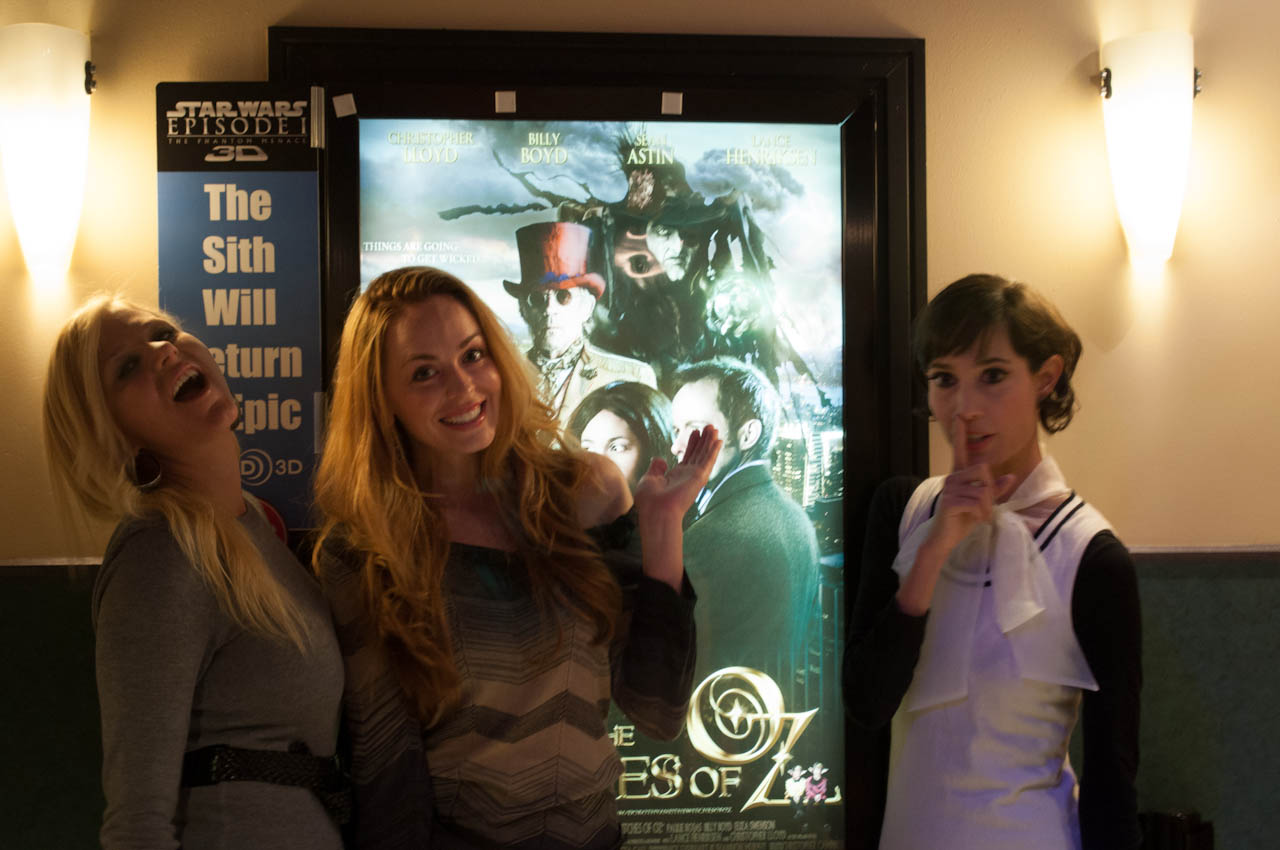
Paulie Rojas (rechts) mit Eliza Swenson und Noel Thurman.

Paulie Rojas (geboren als Ana Paula Rojas in Mexiko-Stadt, Mexiko) ist eine US-amerikanische Schauspielerin.
Sie verbrachte ihre Kindheit in Mexiko-Stadt und Los Angeles, daher spricht sie fließend Englisch und Spanisch. Rojas ist die Enkelin des mexikanischen Schauspielers Roberto Caňedo. Rojas studierte Schauspiel an der University of Southern California und schloss das Studium 2007 mit der Erlangung des Bachelor of Fine Arts ab. Im Jahr 2011 spielte sie die Hauptrolle der Dorothy in der Mini-Serie Die Hexen von Oz, 2012 folgte der Film Dorothy and the Witches of Oz.

## Filmografie
- 2004: No Ordinary Hero
- 2009: In The Blink Of Love
- 2010: A Lure: Teen Fight Club
- 2011: Crimson Winter
- 2011: Die Hexen von Oz (The Witches of Oz)
- 2012: Dorothy and the Witches of Oz